# 磺胺林
磺胺林是一种磺胺类药物，其INN名称是“Sulfalene”。该药物可用于治疗慢性支气管炎、泌尿道感染和疟疾等病症。该药物在血液中的半衰期尚不明确，在大鼠体内的LD50（半致死量）为1.9789mol/kg。